# Rally Liepāja de 2021
El Rally Liepāja de 2021 fue la 9.º edición y la segunda ronda de la temporada 2021 del Campeonato de Europa de Rally. Se celebró del 1 al 3 de julio y contó con un itinerario de doce tramos sobre tierra que sumaron un total de 181,74 km cronometrados.
El ganador de la prueba fue el ruso que compite a nivel europeo bajo la bandera letona Nikolay Gryazin, quien consiguió su primer triunfo de la temporada y el tercero en este evento, lo que lo coloca como el piloto con más victorias en esta prueba. Fue acompañado en el podio por el irlandés Craig Breen, quien consiguió el primer podio en la historia de su equipo, el Team MRF Tyres,  en el ERC y por el también ruso Alexey Lukyanuk.

## Lista de inscriptos
| Num.                     | Piloto               | Copiloto               | Automóvil               | Equipo                            |
| ------------------------ | -------------------- | ---------------------- | ----------------------- | --------------------------------- |
| 1                        | Alexey Lukyanuk      | Dmitriy Eremeev        | Citroën C3 Rally2       | Saintéloc Junior Team             |
| 2                        | Andreas Mikkelsen    | Ola Fløene             | Škoda Fabia Rally2 evo  | Toksport WRT                      |
| 3                        | Mikołaj Marczyk      | Szymon Gospodarczyk    | Škoda Fabia Rally2 evo  | Orlen Team                        |
| 4                        | Nil Solans           | Marc Martí             | Škoda Fabia Rally2 evo  | Rallye Team Spain                 |
| 5                        | Norbert Herczig      | Ramón Ferencz          | Škoda Fabia Rally2 evo  | Škoda Rally Team Hungaria         |
| 6                        | Efrén Llarena        | Sara Fernández         | Škoda Fabia Rally2 evo  | Rallye Team Spain                 |
| 7                        | Yoann Bonato         | Benjamin Boulloud      | Citroën C3 Rally2       | CHL Sport Auto                    |
| 8                        | Erik Cais            | Jindřiška Žáková       | Ford Fiesta Rally2      | Yacco ACCR Team                   |
| 9                        | Emilio Fernández     | Ruben Garcia           | Škoda Fabia Rally2 evo  | Toksport WRT                      |
| 10                       | Craig Breen          | Paul Nagle             | Hyundai i20 R5          | Team MRF Tyres                    |
| 11                       | Nikolay Gryazin      | Konstantin Aleksandrov | Volkswagen Polo GTI R5  | Nikolay Gryazin                   |
| 12                       | Umberto Scandola     | Guido D'Amore          | Hyundai i20 R5          | Hyundai Rally Team Italia         |
| 14                       | Callum Devine        | James Fulton           | Ford Fiesta Rally2      | Motorsport Ireland Rally Academy  |
| 15                       | Grégoire Munster     | Louis Louka            | Hyundai i20 R5          | Grégoire Munster                  |
| 16                       | Ole Christian Veiby  | Jonas Andersson        | Hyundai i20 R5          | Printsport Oy                     |
| 17                       | Eerik Pietarinen     | Antti Linnaketo        | Škoda Fabia Rally2 evo  | Printsport Oy                     |
| 18                       | Fabian Kreim         | Frank Christian        | Volkswagen Polo GTI R5  | Pole Promotion                    |
| 19                       | Georg Linnamäe       | Volodymyr Korsia       | Volkswagen Polo GTI R5  | ALM Motorsport                    |
| 21                       | Simone Tempestini    | Sergiu Itu             | Škoda Fabia Rally2 evo  | Simone Tempestini                 |
| 22                       | Raul Jeets           | Timo Taniel            | Škoda Fabia Rally2 evo  | Tehase Auto                       |
| 23                       | Cathan McCourt       | Brian Hoy              | Ford Fiesta Rally2      | Cathan McCourt                    |
| 24                       | Jarosław Kołtun      | Ireneusz Pleskot       | Ford Fiesta Rally2      | Plon Rally Team                   |
| 25                       | Radik Shaymiev       | Maxim Tsvetkov         | Hyundai i20 R5          | TAIF Motorsport                   |
| 26                       | Luis García Vilariño | José Murado González   | Škoda Fabia Rally2 evo  | Escudería Lalín-Deza              |
| 27                       | Jason Mitchell       | Peter Ward             | Ford Fiesta R5          | Jason Mitchell                    |
| 29                       | Alberto Battistolli  | Simone Scattolin       | Škoda Fabia Rally2 evo  | Alberto Battistolli               |
| 30                       | Lars Stugemo         | Kalle Lexe             | Škoda Fabia Rally2 evo  | Printsport Oy                     |
| 31                       | Aloísio Monteiro     | Sancho Eiró            | Škoda Fabia Rally2 evo  | Aloísio Monteiro                  |
| 32                       | Ken Torn             | Kauri Pannas           | Ford Fiesta Rally3      | M-Sport Poland                    |
| 33                       | Oscar Solberg        | Dale Furniss           | Ford Fiesta Rally3      | Oscar Solberg                     |
| 34                       | Dmitry Feofanov      | Normunds Kokins        | Suzuki Swift R4         | Dmitry Feofanov                   |
| 35                       | Victor Cartier       | Fabien Craen           | Toyota Yaris Rally2-Kit | Victor Cartier                    |
| 36                       | Tibor Érdi Jr        | Zoltán Csökő           | Mitsubishi Lancer Evo X | Érdi Team Kft.                    |
| 37                       | Michał Pryczek       | Jacek Pryczek          | Subaru Impreza STi      | Subaru Historic Rally Team        |
| 38                       | Ainārs Igavenš       | Ralfs Igavenš          | Mitsubishi Lancer Evo X | Sporta klubs Autostils Rally Team |
| Fuente: ewrc-results.com |                      |                        |                         |                                   |

## Itinerario
| Día                     | Tramo | Nombre                         | Distancia | Ganador de la etapa | Automóvil              | Tiempo          | Líder de la general |
| ----------------------- | ----- | ------------------------------ | --------- | ------------------- | ---------------------- | --------------- | ------------------- |
| Día 1 (1 de julio)      | -     | Welcome to Latvia! (Shakedown) | 4.61 km   | Mikołaj Marczyk     | Škoda Fabia Rally2 evo | 2:12.8          | -                   |
| Día 2 (2 de julio)      | SS1   | SC Grupa/Eurovia               | 27.00 km  | Nikolay Gryazin     | Volkswagen Polo GTI R5 | 14:20.8         | Nikolay Gryazin     |
| Día 2 (2 de julio)      | SS2   | TALSI LOOKOUT                  | 25.94 km  | Nikolay Gryazin     | Volkswagen Polo GTI R5 | 13:20.2         | Nikolay Gryazin     |
| Día 2 (2 de julio)      | SS3   | Talsi 1                        | 2.00 km   | Tramo cancelado     | Tramo cancelado        | Tramo cancelado | Nikolay Gryazin     |
| Día 2 (2 de julio)      | SS4   | Talsi 2                        | 2.00 km   | Tramo cancelado     | Tramo cancelado        | Tramo cancelado | Nikolay Gryazin     |
| Día 2 (2 de julio)      | SS5   | SIXT Rent a car                | 17.80 km  | Nikolay Gryazin     | Volkswagen Polo GTI R5 | 9:07.6          | Nikolay Gryazin     |
| Día 2 (2 de julio)      | SS6   | Ramirent                       | 17.36 km  | Nikolay Gryazin     | Volkswagen Polo GTI R5 | 8:14.0          | Nikolay Gryazin     |
| Día 3 (3 de julio)      | SS7   | Neste 1                        | 18.42 km  | Nikolay Gryazin     | Volkswagen Polo GTI R5 | 9:14.8          | Nikolay Gryazin     |
| Día 3 (3 de julio)      | SS8   | Invest in Liepaja!             | 12.01 km  | Alexey Lukyanuk     | Citroën C3 Rally2      | 6:09.5          | Nikolay Gryazin     |
| Día 3 (3 de julio)      | SS9   | Liepāja 1                      | 16.07 km  | Nikolay Gryazin     | Volkswagen Polo GTI R5 | 7:54.3          | Nikolay Gryazin     |
| Día 3 (3 de julio)      | SS10  | Neste 2                        | 18.42 km  | Nikolay Gryazin     | Volkswagen Polo GTI R5 | 9:03.7          | Nikolay Gryazin     |
| Día 3 (3 de julio)      | SS11  | Canon Biznesa centrs Liepāja   | 9.93 km   | Andreas Mikkelsen   | Škoda Fabia Rally2 evo | 5:29.2          | Nikolay Gryazin     |
| Día 3 (3 de julio)      | SS12  | Liepāja 2                      | 16.07 km  | Andreas Mikkelsen   | Škoda Fabia Rally2 evo | 7:45.9          | Nikolay Gryazin     |
| Fuente:ewrc-results.com |       |                                |           |                     |                        |                 |                     |

## Clasificación final
| Pos.                     | Piloto            | Copiloto               | Automóvil              | Equipo                    | Tiempo    | Puntos |
| ------------------------ | ----------------- | ---------------------- | ---------------------- | ------------------------- | --------- | ------ |
| 1                        | Nikolay Gryazin   | Konstantin Aleksandrov | Volkswagen Polo GTI R5 | Nikolay Gryazin           | 1:30:50.3 | 30+9   |
| 2                        | Craig Breen       | Paul Nagle             | Hyundai i20 R5         | Team MRF Tyres            | +17.3     | 24+6   |
| 3                        | Alexey Lukyanuk   | Dmitriy Eremeev        | Citroën C3 Rally2      | Saintéloc Junior Team     | +30.9     | 21+5   |
| 4                        | Efrén Llarena     | Sara Fernández         | Škoda Fabia Rally2 evo | Rallye Team Spain         | +56.8     | 19+3   |
| 5                        | Andreas Mikkelsen | Ola Fløene             | Škoda Fabia Rally2 evo | Toksport WRT              | +1:13.3   | 17+5   |
| 6                        | Mikołaj Marczyk   | Szymon Gospodarczyk    | Škoda Fabia Rally2 evo | Orlen Team                | +1:22.2   | 15+1   |
| 7                        | Eerik Pietarinen  | Antti Linnaketo        | Škoda Fabia Rally2 evo | Printsport Oy             | +2:11.8   | 13     |
| 8                        | Erik Cais         | Jindřiška Žáková       | Ford Fiesta Rally2     | Yacco ACCR Team           | +2:22.5   | 11+1   |
| 9                        | Emilio Fernández  | Ruben Garcia           | Škoda Fabia Rally2 evo | Toksport WRT              | +2:41.6   | 9      |
| 10                       | Simone Tempestini | Sergiu Itu             | Škoda Fabia Rally2 evo | Simone Tempestini         | +2:47.9   | 7      |
| 11                       | Nil Solans        | Marc Martí             | Škoda Fabia Rally2 evo | Rallye Team Spain         | +2:59.9   | 5      |
| 12                       | Georg Linnamäe    | Volodymyr Korsia       | Volkswagen Polo GTI R5 | ALM Motorsport            | +3:03.1   | 4      |
| 13                       | Norbert Herczig   | Ramón Ferencz          | Škoda Fabia Rally2 evo | Škoda Rally Team Hungaria | +3:14.7   | 3      |
| 14                       | Raul Jeets        | Timo Taniel            | Škoda Fabia Rally2 evo | Tehase Auto               | +3:21.4   | 2      |
| 15                       | Yoann Bonato      | Benjamin Boulloud      | Citroën C3 Rally2      | CHL Sport Auto            | +3:39.1   | 1      |
| Fuente: ewrc-results.com |                   |                        |                        |                           |           |        |

## Clasificaciones tras el rally
| Posición | Piloto            | Puntos | Cambios de posición |
| -------- | ----------------- | ------ | ------------------- |
| 1        | Alexey Lukyanuk   | 64     | Sin cambios         |
| 2        | Andreas Mikkelsen | 55     | Sin cambios         |
| 3        | Mikołaj Marczyk   | 41     | Sin cambios         |
| 4        | Nikolay Gryazin   | 39     | Crecimiento         |
| 5        | Efrén Llarena     | 37     | Crecimiento         |

| Posición | Equipo                | Puntos | Cambios de posición |
| -------- | --------------------- | ------ | ------------------- |
| 1        | Toksport WRT          | 99     | Crecimiento         |
| 2        | Rally Team Spain      | 93     | Crecimiento         |
| 3        | Saintéloc Junior Team | 71     | Decrecimiento       |
| 4        | Porvoon Autopalvelu   | 66     | Decrecimiento       |
| 5        | Yacco ACCR Team       | 60     | Crecimiento         |